# Marjo Matikainen-Kallström
Marjo Tuulevi Matikainen-Kallström (* 3. Februar 1965 in Lohja) ist eine ehemalige finnische Skilangläuferin. Sie ist heute als Politikerin tätig.

## Werdegang
Bei den Junioren-Skiweltmeisterschaften 1982 in Murau gewann Matikainen Silber und den Junioren-Weltmeisterschaften 1983 mit der finnischen 3-mal-5-Kilometer-Staffel die Goldmedaille. Zu ihren größten Erfolgen gehört der Olympiasieg im Rennen über 5 Kilometer in Calgary 1988. Dort gewann sie außerdem die Bronzemedaillen über 10 Kilometer sowie mit der finnischen Staffel. Mit der Staffel gewann sie bereits 1984 bei den Olympischen Spielen in Sarajevo Bronze.
Bei der Nordischen Skiweltmeisterschaft 1987 in Oberstdorf wurde sie Weltmeisterin über 5 Kilometer sowie Vizeweltmeisterin über 10 Kilometer. Beide Distanzen wurden damals im klassischen Stil gelaufen. Zwei Jahre später wurde sie in Lahti Weltmeisterin über 15 Kilometer im klassischen Stil und in der 4-mal-5-Kilometer-Staffel sowie Vizeweltmeisterin über 10 Kilometer im freien Stil. Sie konnte außerdem zwei Bronzemedaillen gewinnen: Im Rennen über 10 km im klassischen Stil und im Rennen über 30 km im Freistil.
Im Skilanglauf-Weltcup siegte Matikainen-Kallström in sieben Rennen. 1986, 1987 und 1988 gewann sie die Weltcup-Gesamtwertung.
1986 wurde sie vor Joan Guetschow finnische Meisterin im Triathlon.

## Erfolge

### Olympische Winterspiele
- 1984 in Sarajevo: Bronze mit der Staffel
- 1988 in Calgary: Gold über 5 km, Bronze über 10 km, Bronze mit der Staffel

### Weltmeisterschaften
- 1987 in Oberstdorf: Gold über 5 km, Silber über 10 km
- 1989 in Lahti: Gold über 15 km, Gold mit der Staffel, Silber über 10 km Freistil, Bronze über 10 km klassisch, Bronze über 30 km

### Weltcupsiege im Einzel
| Nr. | Datum            | Ort           | Disziplin                         |
| --- | ---------------- | ------------- | --------------------------------- |
| 1.  | 7. Dezember 1985 | Labrador City | 5 km Freistil Individualstart     |
| 2.  | 2. März 1986     | Lahti         | 5 km klassisch Individualstart    |
| 3.  | 16. Februar 1987 | Oberstdorf    | 5 km klassisch Individualstart 1  |
| 4.  | 28. Februar 1987 | Lahti         | 5 km Freistil Individualstart     |
| 5.  | 15. März 1987    | Kavgolovo     | 10 km klassisch Individualstart   |
| 6.  | 17. Februar 1988 | Calgary       | 5 km klassisch Individualstart 2  |
| 7.  | 17. März 1988    | Oslo          | 30 km klassisch Massenstart       |
| 8.  | 21. Februar 1989 | Lahti         | 15 km klassisch Individualstart 3 |

### Weltcup-Gesamtplatzierungen
| Saison  | Platz | Punkte |
| ------- | ----- | ------ |
| 1984/85 | 36.   | 16     |
| 1985/86 | 1.    | 107    |
| 1986/87 | 1.    | 127    |
| 1987/88 | 1.    | 107    |
| 1988/89 | 11.   | 54     |

## Beruf und Politik
Sie widmete sich nach der sportlichen Karriere, die sie bereits im Alter von 24 Jahren beendete, zunächst ihrem Studium zur Ingenieurin an der Technischen Universität Helsinki. Sie war nach ihrem Examen 1992 einige Jahre lang in diesem Beruf tätig.
Marjo Matikainen-Kallström war von 1996 bis 2004 Mitglied des Europaparlaments, sie gehörte der Fraktion der Europäischen Volkspartei an. Seit 2003 ist sie Abgeordnete im Finnischen Reichstag und außerdem Vize-Vorsitzende von Kokoomus, der liberalkonservativen Partei Finnlands. Seit 2000 gehört sie dem Präsidium des Finnischen Olympischen Komitees an.